# Kommission für die Geschichte der Juden in Hessen

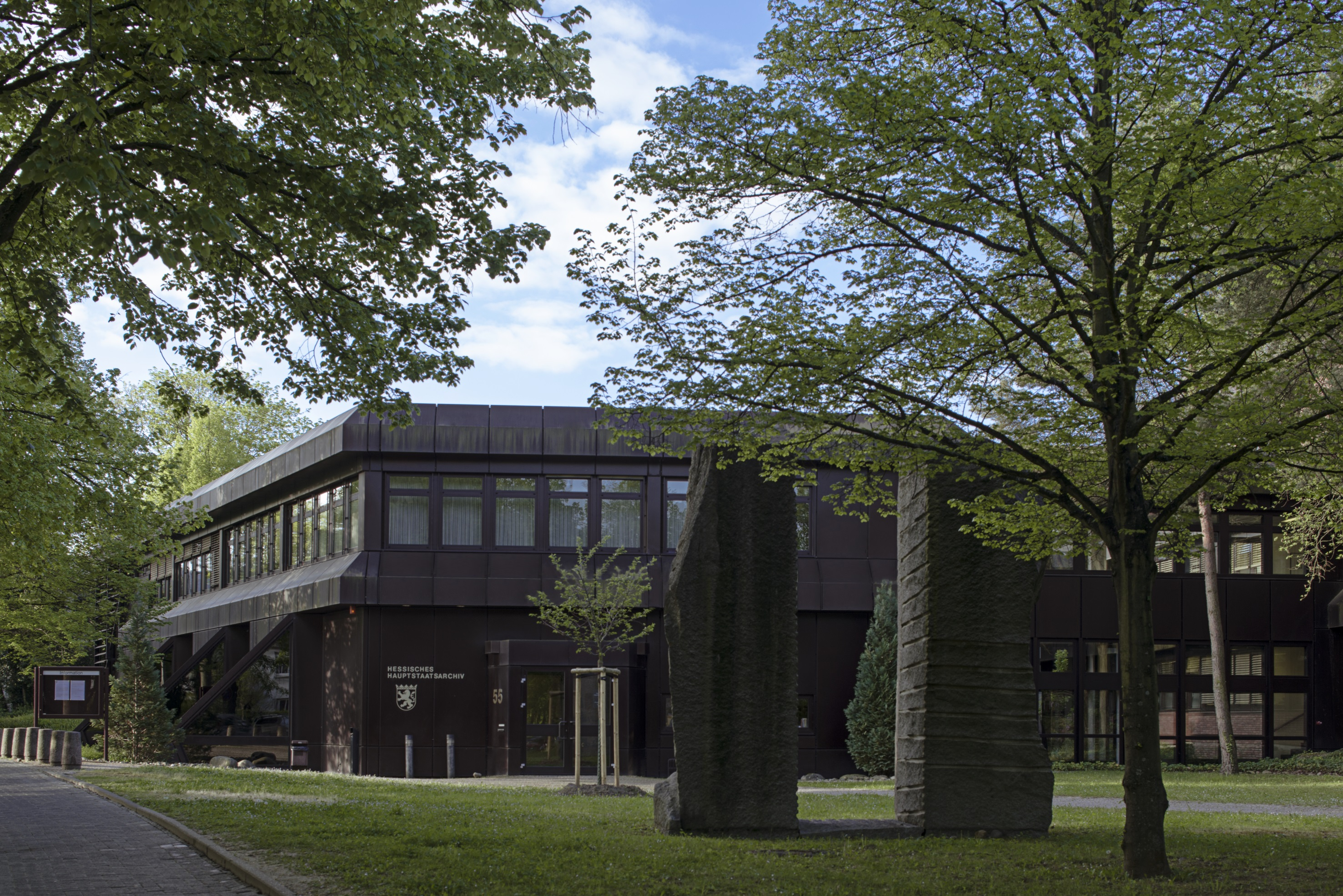
Hessisches Hauptstaatsarchiv, Wiesbaden, Sitz der Kommission

Die Kommission für die Geschichte der Juden in Hessen befasst sich mit der Erforschung und Dokumentation der Geschichte der Juden im heutigen Bundesland Hessen.

## Geschichte

### Vorgeschichte
Im Vorfeld des Auschwitz-Prozesses wurde 1962 auf Betreiben des hessischen Kulturministers Ernst Schütte die Kommission konzipiert und zum 29. Januar 1963 gegründet. Erster Vorsitzender wurde der soeben pensionierte, ehemalige Direktor des Hessischen Hauptstaatsarchivs in Wiesbaden, Georg Wilhelm Sante. Auch organisatorisch ist die Kommission eng mit dem Hessischen Hauptstaatsarchiv verbunden.

### Entwicklung
Anfangs hatte die Kommission nur sehr wenige Mitglieder – 1970 waren es 26 –, da sich in diesen Jahren nur wenige Wissenschaftler mit dem Thema beschäftigten. Es war das Verdienst von Wolf-Arno Kropat, Direktor des Hessischen Hauptstaatsarchivs, dass die Arbeit der Kommission an Schwung aufnahm.
Seit 2006 publiziert die Kommission ihre Ergebnisse zunehmend im Internet und nutzt dazu unterschiedliche bestehende Plattformen, etwa das Landesgeschichtliche Informationssystem Hessen (LAGIS) des Hessischen Landesamtes für geschichtliche Landeskunde in Marburg. 2013 fand ein Festakt zum 50-jährigen Bestehen der Kommission im Hessischen Landtag statt.

### Vorsitzende
- 1963–1971 Georg Wilhelm Sante
- 1971–1972 Ludwig Engel[Anm. 1]
- 1972 Ernst Schütte[Anm. 2]
- 1973–1991 Johannes Strelitz[Anm. 3]
- 1992–2005 Hans Krollmann[Anm. 4]
- 2005–2021 Ruth Wagner[4]
- seit 2021 Andreas Lehnardt

## Organisation und Aufgaben
2021 hatte die Kommission achtzig Mitglieder, die sich wissenschaftlich mit der Geschichte der Juden in Hessen befassen. Da die Kommission für das gesamte Bundesland Hessen zuständig ist, sind Archivare aller drei Staatsarchive im Vorstand aktiv. Weitere Partner sind die Hochschul- und Landesbibliothek RheinMain sowie das Jüdische Museum Frankfurt.
Aufgabe der Kommission ist die Erforschung der jüdischen Geschichte im Bundesland Hessen auf wissenschaftlicher Grundlage, diese zu fördern und dafür Hilfsmittel bereitzustellen. Wichtiges Ziel ist dabei die Tiefenerschließung der Quellen zur jüdischen Geschichte in Hessen.
Im Rahmen der „Arbeitsgemeinschaft Jüdische Sammlungen“ ergeben sich für die Kommission Netzwerkkontakte im gesamten deutschsprachigen Raum. Auch auf internationaler Ebene bestehen Verbindungen, da die Publikationen und Forschungsprojekte, namentlich die Dokumentation der jüdischen Friedhöfe, ein breites Echo bei den im Ausland lebenden Nachkommen früherer jüdischer Bürger aus Hessen finden.

## Veröffentlichungen
In ihrer Schriftenreihe veröffentlicht die Kommission Forschungsergebnisse zu dem von ihr betreuten Themenbereich vom Mittelalter bis zur Gegenwart. Sie förderte auch Dissertationen. Das Programm umfasst u. a. Monographien und Selbstzeugnisse zur allgemeinen jüdischen Geschichte in Hessen, zur Bevölkerungs- und Sozialgeschichte, zu Emanzipation und Antisemitismus, zum jüdischen Schicksal unter dem NS-Terror und sachthematische Inventare zur Quellenüberlieferung in hessischen Archiven.
Einen Schwerpunkt bildet seit 1981 die Dokumentation der jüdischen Friedhöfe in Hessen. Insgesamt 75 Friedhöfe mit zusammen 19.000 Grabsteinen von Verstorbenen aus rund 320 hessischen Gemeinden sind (2021) in dieser Form dokumentiert. Zu vier Friedhöfen liegen auch Dokumentationen in gedruckter Form vor (siehe Literaturverzeichnis).
Ein weiteres Projekt behandelt die „Synagogen in Hessen“. Analog zu vergleichbaren Projekten anderer Bundesländer sollen 300, zum großen Teil nicht mehr bestehenden Synagogen in Hessen unter fachlichen Gesichtspunkten in lexikalischer Form erfasst und ebenfalls in LAGIS bereitgestellt werden. Partner dieses Projekts ist das Landesamt für Denkmalpflege Hessen.
Die jüdischen Personenstandsregister werden sukzessiv aufgearbeitet und über die Datenbank Arcinsys bereitgestellt.
Die Literatur zur Geschichte der Juden in Hessen wurde zunächst 1992 als Buch publiziert. Die nachfolgend erschienene Literatur und Ergänzungen werden im Hessischen BibliotheksInformationssystem fortlaufend präsentiert.

### Zur Kommission
- Hartmut Heinemann: Die Kommission für die Geschichte der Juden in Hessen. In: Archivnachrichten aus Hessen 21/2 (2021), S. 13–17.

### Veröffentlichungen (Auswahl)
nach Erscheinungsjahr geordnet 
- Ernst Noam und Wolf-Arno Kropat: Juden vor Gericht 1933–1945. Dokumente aus hessischen Justizakten. Wiesbaden 1975. ISBN 978-3-921434-01-7.
- Klaus Moritz und Ernst Noam: NS-Verbrechen vor Gericht 1945–1955. Dokumente aus hessischen Justizakten. Wiesbaden 1978. ISBN 978-3-921434-02-4.
- Neunhundert Jahre Geschichte der Juden in Hessen. Beiträge zum politischen, wirtschaftlichen und kulturellen Leben. Wiesbaden 1983. ISBN 978-3-921434-05-5.
- Kurt Schubert: Juden in Kirchhain. Geschichte der Gemeinde und ihres Friedhofs. Mit einem Beitrag zur Biographie des jüdischen Dichters Henle Kirchhan (1666–1757). Wiesbaden 1987. ISBN 978-3-921434-10-9.
- Wolf-Arno Kropat: Kristallnacht in Hessen. Das Judenpogrom vom November 1938. Eine Dokumentation. Wiesbaden 1988. ISBN 978-3-921434-11-6.
- Uta Löwenstein: Quellen zur Geschichte der Juden im Hessischen Staatsarchiv Marburg 1267–1600. 3 Bände. Wiesbaden 1989. ISBN 3-921434-12-2.
- Ulrich Eisenbach, Hartmut Heinemann, Susanne Walther (Bearb.): Bibliographie zur Geschichte der Juden in Hessen. Wiesbaden 1992. ISBN 978-3-921434-14-7.
- Friedrich Battenberg: Quellen zur Geschichte der Juden im Hessischen Staatsarchiv Darmstadt 1080–1650. Wiesbaden 1995. ISBN 978-3-921434-17-8.
- Hartmut Heinemann: Quellen zur Geschichte der Juden im Hessischen Hauptstaatsarchiv Wiesbaden 1806–1866. Wiesbaden, 1997. ISBN 978-3-921434-19-2.
- Hartmut Heinemann und Christa Wiesner: Der jüdische Friedhof in Alsbach an der Bergstraße. Wiesbaden 2001. ISBN 978-3-921434-22-2.
- Der Jüdische Friedhof in Hanau (= Schriften der Kommission für die Geschichte der Juden in Hessen, Bd. 21 = Hanauer Geschichtsblätter, Bd. 42). Wiesbaden / Hanau 2005. ISBN 978-3-921434-25-3.
- Friedrich Battenberg: Quellen zur Geschichte der Juden im Hessischen Staatsarchiv Darmstadt 1651–1806. 2 Bände. Wiesbaden 2008. ISBN 978-3-921434-28-4.
- Eckhart G. Franz und Christa Wiesner: Der jüdische Friedhof in Dieburg. Wiesbaden 2009. ISBN 978-3-921434-29-1.